# I Loved You at Your Darkest
I Loved You at Your Darkest jedanaesti je studijski album poljskog sastava ekstremnog metala Behemoth. Objavljen je 5. listopada 2018.

## Popis pjesama
| 1.    | »Solve (intro)«                    | 2:04 |
| 2.    | »Wolves ov Siberia«                | 2:54 |
| 3.    | »God = Dog«                        | 3:58 |
| 4.    | »Ecclesia Diabolica Catholica«     | 4:49 |
| 5.    | »Bartzabel«                        | 5:01 |
| 6.    | »If Crucifixion Was Not Enough...« | 3:16 |
| 7.    | »Angelvs XIII«                     | 3:41 |
| 8.    | »Sabbath Mater«                    | 4:56 |
| 9.    | »Havohej Pantocrator«              | 6:04 |
| 10.   | »Rom 5:8«                          | 4:22 |
| 11.   | »We Are the Next 1000 Years«       | 3:23 |
| 12.   | »Coagvla (outro)«                  | 2:04 |
| 46:33 |                                    |      |

## Zasluge
Behemoth
- Nergal - vokali, gitara, tekstovi, glazba
- Inferno - bubnjevi
- Orion - bas-gitara
- Seth - gitara (dodatni glazbenik)